# 別聚符宣抄
別聚符宣抄（べっしゅうふせんしょう）は、延喜2年（902年）から天禄2年（971年）の間に発給された太政官符・宣旨を収録した法令集。
本書は、広橋家旧蔵本（東洋文庫旧蔵岩崎文庫本）が唯一の伝本であり、表紙等を欠く枯葉本である。故に、内外題・奥書も伝わっていないため、本来の書名は不明である。以前は『符宣抄 別巻』と題されていたこともあったが、新訂増補国史大系本刊行の際、編者黒板勝美によって、この題目が附された。また、編者・成立年代は、本書伝来の事情や、史料的不足により明らかではないが、長元2年（1029年）以前の成立と考えられている。
『符宣抄 別巻』と題されたこともあったせいか、『類聚符宣抄』との関連、例えば、『類聚符宣抄』の別本とも考えられなくもないが、収録される太政官符・宣旨のなかに、『類聚符宣抄』には収録されないものもあるため、独自に編集されたものと考えられている。その編纂は、『類聚三代格』や『類聚符宣抄』と同じく、各文書を部目別に収録する体裁が採られているが、その類聚に不完全な箇所もあり、おそらく未完のままであったと思われる。
刊本は、新訂増補国史大系本（第27巻）のみ。

## 研究文献
- 『別聚符宣抄』国史大系刊行会〈新訂増補 国史大系 第27巻〉、1933年。
- 黒板勝美「別聚符宣抄 凡例」（『新訂増補国史大系』第27巻）吉川弘文館、1933年
- 瀧川政次郎「船橋家本類聚符宣抄に就いて」『史潮』2-1、1932年
- 清水潔『類聚符宣抄の研究-付類聚符宣抄･別聚符宣抄索引』国書刊行会、1982年。
- 清水潔「別聚符宣抄」（『国史大系書目解題 下』）吉川弘文館、2001年